# Calvaria de Cima
Calvaria de Cima is een plaats (freguesia) in de Portugese gemeente Porto de Mós en telt 2179 inwoners (2001).